# Traject (vliegtuig)

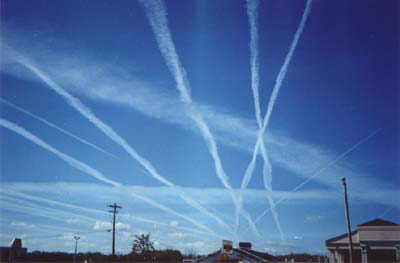
Condenssporen zijn zichtbare overblijfselen van afgelegde trajecten

Het traject van een vliegtuig is de lijn die in de tijd alle punten verbindt die het toestel bij zijn beweging achtereenvolgens zal innemen of ingenomen heeft. Het traject is dus een verzameling vierdimensionale plaatsaanduidingen: elk punt van het traject wordt bepaald door vlieghoogte, lengtegraad, breedtegraad en tijdstip. Het beginpunt van een traject kan evenals het eindpunt een punt op de startbaan van een luchthaven zijn, maar voor specifiek gebruik kan het ook een eerder of later punt zijn, bijvoorbeeld gelegen op de standplaats (gate of stand) bij de aanmeerpier, of zelfs een punt in de lucht (dit laatste bijvoorbeeld als bij een deeltraject enkel vanaf of tot een bepaald punt gerekend hoeft te worden).

## Trajectpredictie

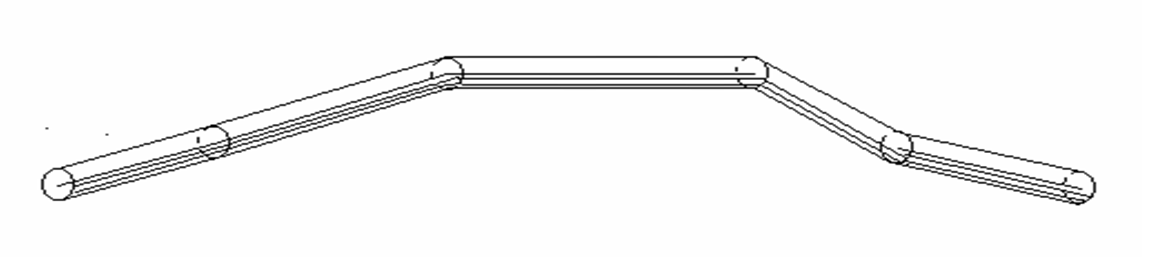
Traject met begin- en eindpunt binnen een maximaal aanvaardbare foutmarge (de cilinder)

Voor het regelen en leiden van het luchtverkeer is het van belang dat men op voorhand het traject van ieder toestel zo nauwkeurig mogelijk kent. De computer kan men de nauwkeurigheid van het actuele traject laten bepalen door de gegevens van het vliegplan in te voeren, en deze gegevens te activeren door toevoeging van een aantal bepalende factoren:
- nauwkeurige tijdsgegevens op basis van de actuele vertrektijd
- prestatiegegevens of -beperkingen van het vliegtuigtype en de vlucht
- beperkingen van het luchtruim (inclusief verboden zones)
- meteorologische gegevens zoals wind, temperatuur, luchtdruk
- algemene verkeerstechnische gegevens zoals verkeersdichtheid onderweg en bij aankomst, start- en landingsbaan in gebruik evenals daarbij horende standaard vertrek- en aanvliegroute op dat moment
- specifieke verkeerstechnische gegevens zoals planning van de verkeerssequentie

Een aantal systemen zijn de laatste tientallen jaren door gespecialiseerde bedrijven ontwikkeld, waarmee bijvoorbeeld de optimale aankomstvolgorde van vluchten voor een luchthaven op voorhand kan worden berekend (Arrival manager of AMAN) of de optimale volgorde van vertrek (Departure manager of DMAN), of beide samen (Traffic manager of TMAN). Dergelijke systemen zijn voor hun bruikbaarheid afhankelijk van een zo nauwkeurig en volledig mogelijke trajectpredictie (TP).
Op Brussels Airport is voor nauwkeuriger begintijd van het gepland traject het TOBT systeem in gebruik, waarbij de luchtvaartmaatschappijen op afgesproken tijden op voorhand automatisch hun beoogde vertrektijd (Target Off Block Time) laten weten aan het controlesysteem. Het systeem was aanvankelijk een samenwerkingsproject met Eurocontrol dat tegelijk ook in Barcelona is opgesteld.

## Trajectnauwkeurigheid
De precisie van een traject neemt toe naarmate het in de tijd daadwerkelijk is doorlopen. Dat betekent dat het feitelijke traject pas aan het eind van de rit bekend is. Maar dan is het minder interessant, tenzij voor statistieken. Indien het ook voor operationele doelen gebruikt moet kunnen worden, dan is een zo nauwkeurig mogelijke trajectpredictie vereist. Die nauwkeurigheid hangt van een aantal factoren af, zoals de volledigheid en nauwkeurigheid van de eerder opgesomde gegevens die in het feitelijk traject meespelen.
De weergave van deze nauwkeurigheid kan op verschillende manieren. Men kiest meestal voor de bijhorende waarde van een foutenmarge. De globale foutmarge wordt kleiner naarmate het moment van de actuele positie nadert. Daarna (voor het deel van het traject dat nog in de toekomst ligt) wordt de foutmarge steeds groter, ervoor is zij inmiddels nul geworden (want dat deel van het traject is afgelegd). Voor operationeel gebruik kan men kiezen voor een maximaal aanvaardbare foutmarge en het instrumentarium daar op afstemmen. Ook het eindresultaat daarvan zal dan binnen zekere grenzen betrouwbaar zijn.